# Rudy Trouvé
Rudy Trouvé (Wilrijk, 28 januari 1967) is een Belgische zanger, muzikant en schilder uit Antwerpen.
In 1990 studeerde hij af aan de Koninklijke Academie voor Schone Kunsten te Gent. In 1991 richtte hij met een aantal gelijkgezinden een artistieke denktank voor muziek en beeldende kunsten op in Heavenhotel, een voormalig bordeel te Antwerpen. Tussen 1993 en 1996 speelde hij bij dEUS. Toen de groep succesvol werd, verliet hij die om aan zijn eigen projecten te werken, waaronder Kiss My Jazz. In het spoor daarvan vormde hij met Daan Stuyven (Daan) de groep Dead Man Ray. Een aantal van Trouvé's schilderijen werden gebruikt als platenhoezen voor de dEUS-albums. Samen met Lou Barlow nam hij een instrumentaal album op.
Trouvé vormde in 2004 samen met Bert Lenaerts, Mauro Pawlowski en Craig Ward The Love Substitutes.

## Bands
- dEUS
- Kiss My Jazz
- Dead Man Ray
- Gore Slut
- Lionell Horrowitz and His Combo
- The Rudy Trouvé Sextet
- The Rudy Trouvé Septet
- The Love Substitutes
- Cynthia Appleby & Friends
- Tape Cuts Tape
- Dino and the Chicks